# The Punisher: The Ultimate Payback!
The Punisher: The Ultimate Payback! — игра 1991 года, представляющая собой порт для Game Boy вышедшей в 1990 году The Punisher для NES. Главным героем является персонаж Marvel Comics виджиланте Фрэк Касл по прозвищу Каратель. В игре произошло несколько изменений по сравнению с оригинальной версией: на первом уровне эпизодически появляется Человек-паук, который спасает заложников, а вместо Кингпина финальным боссом выступает Джигсо.

## Геймплей
Игрок управляет Карателем от первого лица, преодолевая различные локации Нью-Йорка, стреляя в головорезов и сражаясь с такими врагами, как Хитман, полковник Клигг, Сиджо Канака и Ассасин в качестве боссов. Финальным боссом является Джигсо. На уровнях присутствуют бонусы, представляющие собой дополнительные боеприпасы, аптечку, кевлар, пулемёт, базуку и гранаты.

## Сюжет
Как и в версии для NES, происхождение Карателя подверглось переосмыслению: в играх он представлен как бывший детектив полиции, а не морской пехотинец США. События игры разворачиваются после убийства жены и детей Фрэнка Касла от рук мафии, когда он решает стать линчевателем по прозвищу Каратель, поклявшимся выследить и уничтожить каждого преступника, который, по его мнению, заслуживает наказания.  
В начале игры Человек-паук сообщает Карателю, что в торговом центре появился наркобарон, которого игроку предстоит выследить. Фрэнк Касл убивает злодеев и защищает невинных людей. Время от времени появляется Человек-Паук, чтобы дат подсказку о прохождения уровня. Затем, после того, как Каратель расстреливает всех похитителей, супергерой спасает заложников.
В конце игры, когда Джигсо понимает, что Каратель собирается убить его, Касл заявляет: «Покаяние полезно для души, но наказание подходит для виновных».

## Критика
Блэр Фаррелл из Comic Gamers Assemble раскритиковал игру за отсутствие возможности перемещать Карателя по экрану, однако объяснил это решение маленьким экраном консоли. По мнению рецензента, игра была слишком короткой и сложной, а появление Человека-паука лишено всякого смысла, поскольку тот никогда не станет помогать Карателю убивать людей. В заключение он заявил, что в целом игра намного уступает версии для NES, однако преимущество The Ultimate Payback заключается в том, что на каждом уровне есть отдельный саундтрек.  
Другие обозреватели критиковали игру за слабую поддержку при прохождении и живучесть противников, но назвали её относительно интересной. Было отмечено отсутствие дани уважения к исходному материалу, в частности нехарактерное взаимодействие некоторых персонажей игры и образ самого Фрэнка Касла.  
Расс Уоддл из GameFAQ назвал некорректным сравнение портативной версии с оригинальной игрой 1990 года. Отсутствие пространства для действия он объяснил ограниченной производительностью консоли. Несмотря на короткость игры, Уоддл положительно высказался о её графике, назвав её довольно «впечатляющей для Game Boy», отдельно отметив дизайн Джигсо. Кроме того, он одобрил решение заменить финального босса из прошлой игры.  
Персонажи шевелят ртами, а Каратель даже качает затвор своего дробовика (никогда не понимал, почему он использует дробовик в роликах, а в самой игры нет), что впечатляет по меркам Game Boy. Область рта Человека-паука движется очень хорошо, хотя это придаёт его голове искажённый вид. Это плохо. Но в остальном это похоже на того самого Паучка.
Говоря о звуке, Уоддл назвал его подходящим для Game Boy. По мнению рецензента, музыкальный трек данной версии превзошёл музыку из версии для NES и находился на одном уровне с Final Fantasy Legend и The Legend of Zelda: Link’s Awakening. Подводя итоги он заявил, что игра понравится всем, кто является фанатом персонажа, и дал ей 8 баллов из 10.  